# لي ميتايلير
لي ميتايلير (بالإنجليزية: Le Métailler)‏ هو أحد جبال سلسلة جبال الألب بينيني ويقع في كانتون فاليز في سويسرا. يحتل المرتبة رقم 128 في قائمة جبال سويسرا من حيث الارتفاع، إذ يبلغ ارتفاعه حوالي 3213 متر، بينما يبلغ ارتفاع نتوء الجبل 302 متر.